# 穆壽
宜都文宣王穆壽（?—447年），中國南北朝時期北魏官员、驸马。

## 生平
宜都丁公穆崇之孫、宜都文成王穆觀之子。穆壽承襲父親穆觀爵位，年少時因父任選侍東宮。娶樂陵公主為妻，拜駙馬都尉。為人聰明敏達有父風，太武帝愛重他，擢升為下大夫。敷奏機敏能辯，有名聲於內外。遷任侍中、中書監，領南部尚書，進爵宜都王，加征東大將軍。穆壽拜辭說因為當年梁眷誠心告密派遣其祖父穆崇通知道武帝，所以穆崇才能在北魏效力因而福蔭後代。如今梁眷勳功並未賞賜，而穆氏獨自世代受榮寵，實在有愧對古賢，亦有虧於國典。太武帝聽後嘉許穆壽。所以便尋求梁眷後代，找到他的孫子賜他為郡公。
太武帝御駕親征涼州，命穆壽輔助太子拓跋晃，總錄機要，內外應對左右。行軍至雲中，將到達濟河時，宴請諸將於宮中。太武帝召穆壽及司徒崔浩、尚書李順到靜室密談。太武帝對穆壽說：「蠕蠕吳提與沮渠牧犍連合，如今聽聞朕親征涼州，必來侵犯我國邊陲，如若伏兵在漠南，殄之為易。朕特意留壯兵肥馬，使眾卿輔佐太子。當收訖田賦，便可分伏要害之地，以等待胡虜至，引他們深入我國，然後攻擊，必能虜獲他們。涼州路遠，朕不得救。卿若有違朕的授命，為胡虜所侵害，朕回師後必斬卿。崔浩、李順在此為證，此言非虛。」穆壽頓首受詔。但是穆壽迷信卜筮之言，認為賊眾不來，竟然不設防備。而吳提果至，侵及善無，京師大駭。穆壽不知所措，欲築西郭門，請拓跋晃走避保南山。惠太后不聽，所以終止此計劃。派遣司空長孫道生等擊走蠕蠕軍。太武帝歸來後，因為無重大損傷，所以並不追咎。
拓跋晃監國，穆壽與崔浩等輔政，眾人皆敬重崔浩，惟穆壽一人欺凌他。穆壽又自恃位高權重，以為眾人皆不如他。謂其子穆師曰：「但令吾兒能及我，亦足已勝過別人，不須辛苦地教導。」當遇見諸父兄弟有如僕人奴隸，夫妻並坐共食，而令諸父食餘下食物。穆壽自矜無禮如此，為當時的人所鄙視恥笑。太平真君八年（447年）薨。追贈太尉，諡文宣。其子穆平國襲爵。

## 子孙
- 宜都王穆平国
  - 宜都康王穆伏幹
  - 穆罴顿丘匡公穆亮
- 上洛公穆相国，官至安东将军、济州刺史
- 穆师
- 穆正国，尚长乐公主，拜驸马都尉。
  - 穆平城，早卒。魏孝文帝时，始平公主死后，追赠穆平城驸马都尉，与公主合葬。
  - 穆长城，司徒左长史、驸马都尉。
    - 穆纂，东荆州长史、征虏将军、颍川太守

  - 穆彧，符玺郎中。
- 张掖公穆应国，征西将军
  - 张掖公穆度孤，平南将军、梁城镇将。
- 新平子穆安国
  - 新平子穆吐万，襄城镇将。
- 穆国
  - 穆仁